# آن‌تان‌چونگ
آن‌تان‌چونگ (به ویتنامی: Xã An Thạnh Trung) یک قصبه در ویتنام است که در استان آن‌جانگ واقع شده‌است.